# Feuguerolles
Pour les articles homonymes, voir Feuguerolles.
Feuguerolles est une commune française située dans le département de l'Eure en région Normandie.

## Géographie

### Localisation
Feuguerolles est une commune du plateau du Neubourg, dans le centre du département de l'Eure.
| Saint-Aubin-d'Écrosville | Saint-Aubin-d'Écrosville, Villettes  | Canappeville             |
| Écauville                | Feuguerolles                         | Canappeville             |
| Écauville (exclave)      | Quittebeuf, Bérengeville-la-Campagne | Bérengeville-la-Campagne |

### Hydrographie
La commune est située dans le bassin Seine-Normandie. Elle est drainée par la Vallée et le fossé 01 de la commune de Feuguerolles,,.

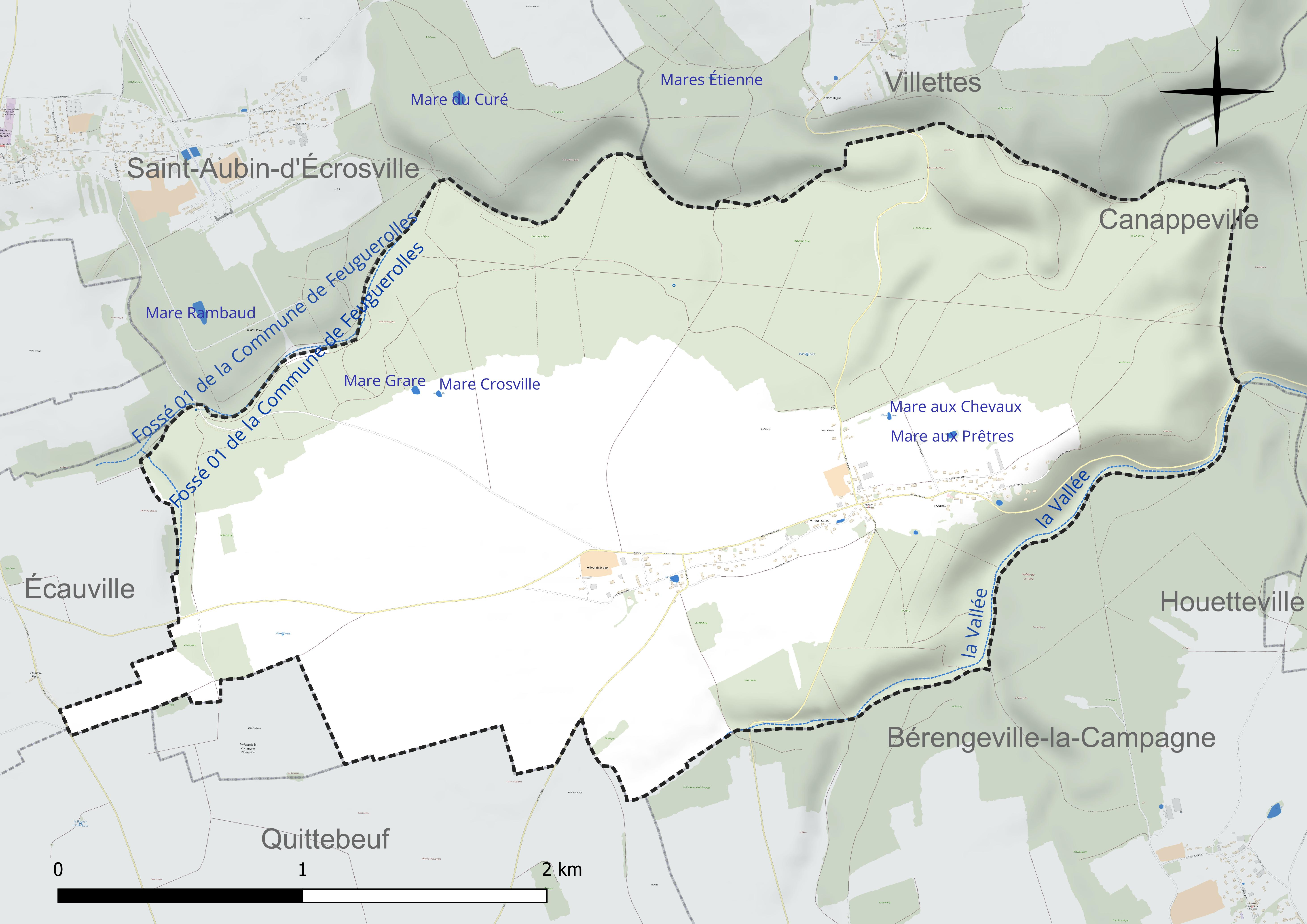
Réseau hydrographique de Feuguerolles.

Quatre plans d'eau complètent le réseau hydrographique : la mare aux Chevaux (0 ha), la mare aux Prêtres (0,1 ha), la mare Crosville (0 ha) et la mare Grare (0,1 ha),.

### Climat
Pour des articles plus généraux, voir Climat de la Normandie et Climat de l'Eure.
En 2010, le climat de la commune est de type climat océanique dégradé des plaines du Centre et du Nord, selon une étude du CNRS s'appuyant sur une série de données couvrant la période 1971-2000. En 2020, Météo-France publie une typologie des climats de la France métropolitaine dans laquelle la commune est exposée à un climat océanique et est dans la région climatique  Côtes de la Manche orientale, caractérisée par un faible ensoleillement (1 550 h/an) ; forte humidité de l’air (plus de 20 h/jour avec humidité relative > 80 % en hiver), vents forts fréquents. Parallèlement le GIEC normand, un groupe régional d’experts sur le climat, différencie quant à lui, dans une étude de 2020, trois grands types de climats pour la région Normandie, nuancés à une échelle plus fine par les facteurs géographiques locaux. La commune est, selon ce zonage, exposée à un « climat des plateaux abrités », correspondant aux plaines agricoles de l’Eure, avec une pluviométrie beaucoup plus faible que dans la plaine de Caen en raison du double effet d’abri provoqué par les collines du Bocage normand et par celles qui s’étendent sur un axe du Pays d'Auge au Perche.
Pour la période 1971-2000, la température annuelle moyenne est de 10,4 °C, avec  une amplitude thermique annuelle de 14 °C. Le cumul annuel moyen de précipitations est de 687 mm, avec 11,2 jours de précipitations en janvier et 8,1 jours en juillet. Pour la période 1991-2020, la température moyenne annuelle observée sur la station météorologique la plus proche, située sur la commune de Louviers à 13 km à vol d'oiseau, est de 11,8 °C et le cumul annuel moyen de précipitations est de 719,5 mm,. Pour l'avenir, les paramètres climatiques de la commune estimés pour 2050 selon différents scénarios d’émission de gaz à effet de serre sont consultables sur un site dédié publié par Météo-France en novembre 2022.

## Urbanisme

### Typologie
Au 1er janvier 2024, Feuguerolles est catégorisée commune rurale à habitat dispersé, selon la nouvelle grille communale de densité à 7 niveaux définie par l'Insee en 2022.
Elle est située hors unité urbaine. Par ailleurs la commune fait partie de l'aire d'attraction d'Évreux, dont elle est une commune de la couronne,. Cette aire, qui regroupe 108 communes, est catégorisée dans les aires de 50 000 à moins de 200 000 habitants,.

### Occupation des sols
L'occupation des sols de la commune, telle qu'elle ressort de la base de données européenne d’occupation biophysique des sols Corine Land Cover (CLC), est marquée par l'importance des forêts et milieux semi-naturels (50,6 % en 2018), une proportion sensiblement équivalente à celle de 1990 (51,3 %). La répartition détaillée en 2018 est la suivante : 
forêts (50,6 %), terres arables (41,9 %), zones agricoles hétérogènes (7,5 %). L'évolution de l’occupation des sols de la commune et de ses infrastructures peut être observée sur les différentes représentations cartographiques du territoire : la carte de Cassini (XVIIIe siècle), la carte d'état-major (1820-1866) et les cartes ou photos aériennes de l'IGN pour la période actuelle (1950 à aujourd'hui).

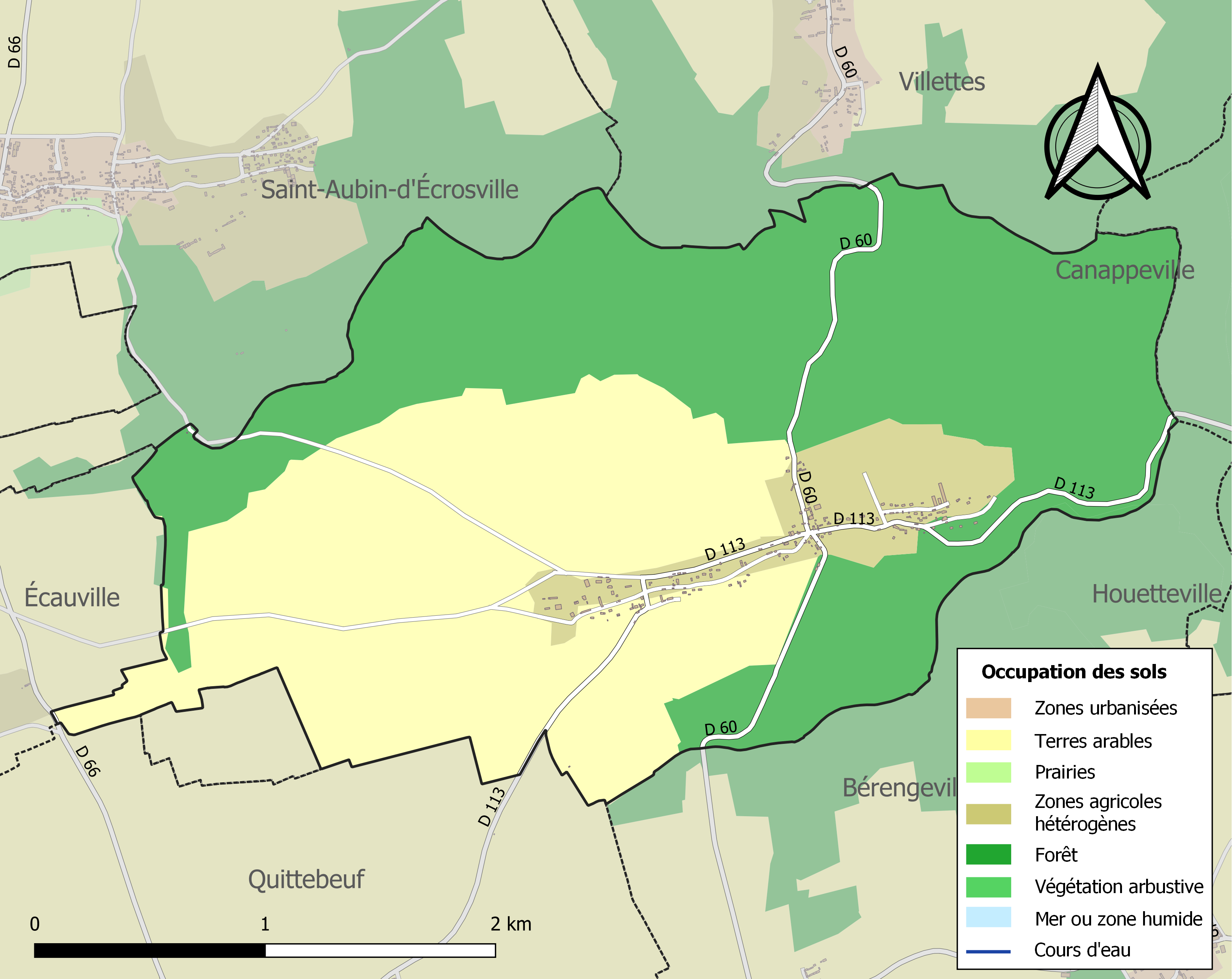
Carte des infrastructures et de l'occupation des sols de la commune en 2018 (CLC).

## Toponymie
Le nom de la localité est attesté sous la forme Feugeroles en 1183 ; Foucherolli (reg. Phil. Aug.) et Foucherolii en 1204 (Trésor des ch.) ; Feugerolli en 1207 (cartulaire de Saint-Taurin), Fulcherolii et Fulcherol en 1209 ; Fulgeroli, Feugerolles et Fucheroli en 1210 ; Feugeroliæ en 1215 (charte de Saint-Étienne de Renneville) ; Fugeroles en 1214 (feoda Ebroicensis comitatus) ; Effeucherois en 1222 (charte de Philippe Auguste) ; Feuquerolli vers 1380 (Bibliothéque nationale) ; Fugrolle en 1694 (acte notarié) ; Feuguerolles en 1700 (dépt de l’élection de Conches) ; Feugueroles et Fuguerolles en 1704 (Revue rétrospective normande) ; Fuguerolle en 1722 (Masseville) ; Fugrolles en 1731 ; Feugrolles en 1740 (actes notariés) ; Fugueroles en 1781 (Bérey, Carte partic. du dioc. de Rouen) ; Feugerolles en 1782 (Dictionnaire des postes) ; Feuguerolles-les-Bois en 1828 (L. Dubois).

## Politique et administration
| Période                                  | Période       | Identité                                  | Étiquette | Qualité                    |
| ---------------------------------------- | ------------- | ----------------------------------------- | --------- | -------------------------- |
| Les données manquantes sont à compléter. |               |                                           |           |                            |
| 1803                                     | 1822 et après | Louis de Planterose                       |           |                            |
| Les données manquantes sont à compléter. |               |                                           |           |                            |
| 1840                                     | 1855          | François Alfred de La Salle de Rochemaure |           | comte                      |
| Les données manquantes sont à compléter. |               |                                           |           |                            |
| mars 2001                                | 2014          | M. Claude Robache                         |           |                            |
| mars 2014                                | En cours      | M. Michel Machetel                        | DVD       | Retraité de l'enseignement |
| Les données manquantes sont à compléter. |               |                                           |           |                            |

## Démographie
L'évolution du nombre d'habitants est connue à travers les recensements de la population effectués dans la commune depuis 1793. Pour les communes de moins de 10 000 habitants, une enquête de recensement portant sur toute la population est réalisée tous les cinq ans, les populations de référence des années intermédiaires étant quant à elles estimées par interpolation ou extrapolation. Pour la commune, le premier recensement exhaustif entrant dans le cadre du nouveau dispositif a été réalisé en 2008.

En 2022, la commune comptait 169 habitants, en évolution de −5,06 % par rapport à 2016 (Eure : −0,25 %, France hors Mayotte : +2,11 %).
| 1793 | 1800 | 1806 | 1821 | 1831 | 1836 | 1841 | 1846 | 1851 |
| ---- | ---- | ---- | ---- | ---- | ---- | ---- | ---- | ---- |
| 324  | 321  | 375  | 319  | 301  | 298  | 301  | 287  | 296  |

| 1856 | 1861 | 1866 | 1872 | 1876 | 1881 | 1886 | 1891 | 1896 |
| ---- | ---- | ---- | ---- | ---- | ---- | ---- | ---- | ---- |
| 270  | 261  | 249  | 196  | 214  | 216  | 187  | 199  | 172  |

| 1901 | 1906 | 1911 | 1921 | 1926 | 1931 | 1936 | 1946 | 1954 |
| ---- | ---- | ---- | ---- | ---- | ---- | ---- | ---- | ---- |
| 160  | 145  | 128  | 92   | 92   | 85   | 100  | 100  | 138  |

| 1962 | 1968 | 1975 | 1982 | 1990 | 1999 | 2006 | 2008 | 2013 |
| ---- | ---- | ---- | ---- | ---- | ---- | ---- | ---- | ---- |
| 119  | 109  | 106  | 109  | 146  | 152  | 178  | 186  | 180  |

| 2018 | 2022 | - | - | - | - | - | - | - |
| ---- | ---- | - | - | - | - | - | - | - |
| 176  | 169  | - | - | - | - | - | - | - |

## Culture locale et patrimoine

### Lieux et monuments
- Église Saint-Amand
- Château-manoir du XVe siècle à l'origine, à tourelles, construit par un membre de la famille d'Hellenvilliers; détruit avant 1878 - en subsiste un toponyme[25], figurant sur le cadastre de 1845.

### Personnalités liées à la commune
- François Lecerf (1753-1806), politicien, natif de la commune.

## Héraldique
| Blason de Feuguerolles | Blason  | Tiercé en pairle renversé: au 1 de gueules à deux léopards d'or, armés et lampassés d'azur l'un au-dessus de l'autre, au 2 d'argent à une feuille de fougère de sinople, au 3 d'azur à un dragon regardant d'or, armé et lampassé de gueules. |
| Blason de Feuguerolles | Détails | Les deux léopards d'or rappellent les armoiries de la Normandie. Créé par JF Binon. Adopté le 12 juillet 2021 |